# Världscupen i alpin skidåkning 1983/1984
Världscupen i alpin skidåkning 1983/1984 startade den 1 december 1983 i Kranjska Gora och avslutades 25 mars 1984 i Oslo. Erika Hess och Pirmin Zurbriggen vann totala världscupen.

## Tävlingskalender

### Herrar

#### Störtlopp
| Datum            | Ort                                   | Etta                         | Tvåa                                                   | Trea                        |
| ---------------- | ------------------------------------- | ---------------------------- | ------------------------------------------------------ | --------------------------- |
| 4 december 1983  | Schladming (Österrike)                | Erwin Resch (Österrike)      | Harti Weirather (Österrike)                            | Steve Podborski (Kanada)    |
| 9 december 1983  | Val d’Isère (Frankrike)               | Franz Heinzer (Schweiz)      | Todd Brooker (Kanada)                                  | Harti Weirather (Österrike) |
| 18 december 1983 | Val Gardena (Italien)                 | Urs Räber (Schweiz)          | Todd Brooker (Kanada)                                  | Steve Podborski (Kanada)    |
| 7 januari 1984   | Laax (Schweiz)                        | Urs Räber (Schweiz)          | Franz Klammer (Österrike)                              | Michael Mair (Italien)      |
| 15 januari 1984  | Wengen (Schweiz)                      | Bill Johnson (USA)           | Anton Steiner (Österrike)                              | Erwin Resch (Österrike)     |
| 21 januari 1984  | Kitzbühel (Österrike)                 | Franz Klammer (Österrike)    | Erwin Resch (Österrike)                                | Anton Steiner (Österrike)   |
| 28 januari 1984  | Garmisch-Partenkirchen (Västtyskland) | Steve Podborski (Kanada)     | Erwin Resch (Österrike)                                | Franz Klammer (Österrike)   |
| 2 februari 1984  | Cortina d’Ampezzo (Italien)           | Helmut Höflehner (Österrike) | Urs Räber (Schweiz)                                    | Conradin Cathomen (Schweiz) |
| 4 mars 1984      | Aspen (USA)                           | Bill Johnson (USA)           | Helmut Höflehner (Österrike) Anton Steiner (Österrike) |                             |
| 11 mars 1984     | Whistler (Kanada)                     | Bill Johnson (USA)           | Helmut Höflehner (Österrike)                           | Pirmin Zurbriggen (Schweiz) |

#### Super-G
| Datum            | Ort                                   | Etta                           | Tvåa                        | Trea                       |
| ---------------- | ------------------------------------- | ------------------------------ | --------------------------- | -------------------------- |
| 10 december 1983 | Val d’Isère (Frankrike)               | Hans Enn (Österrike)           | Pirmin Zurbriggen (Schweiz) | Jure Franko (Jugoslavien)  |
| 19 december 1983 | Val Gardena (Italien)                 | Pirmin Zurbriggen (Schweiz)    | Martin Hangl (Schweiz)      | Leonhard Stock (Österrike) |
| 29 januari 1984  | Garmisch-Partenkirchen (Västtyskland) | Andreas Wenzel (Liechtenstein) | Pirmin Zurbriggen (Schweiz) | Hans Enn (Österrike)       |
| 20 mars 1984     | Oppdal (Norge)                        | Pirmin Zurbriggen (Schweiz)    | Marc Girardelli (Luxemburg) | Jure Franko (Jugoslavien)  |

#### Storslalom
| Datum            | Ort                            | Etta                        | Tvåa                        | Trea                        |
| ---------------- | ------------------------------ | --------------------------- | --------------------------- | --------------------------- |
| 12 december 1983 | Les Diablerets (Schweiz)       | Max Julen (Schweiz)         | Pirmin Zurbriggen (Schweiz) | Jure Franko (Jugoslavien)   |
| 10 januari 1984  | Adelboden (Schweiz)            | Ingemar Stenmark (Sverige)  | Hubert Strolz (Österrike)   | Pirmin Zurbriggen (Schweiz) |
| 23 januari 1984  | Kirchberg in Tirol (Österrike) | Ingemar Stenmark (Sverige)  | Marc Girardelli (Luxemburg) | Jörgen Sundqvist (Sverige)  |
| 4 februari 1984  | Borovets (Bulgarien)           | Ingemar Stenmark (Sverige)  | Marc Girardelli (Luxemburg) | Robert Erlacher (Italien)   |
| 5 mars 1984      | Aspen (USA)                    | Pirmin Zurbriggen (Schweiz) | Marc Girardelli (Luxemburg) | Phil Mahre (USA)            |
| 7 mars 1984      | Vail (USA)                     | Ingemar Stenmark (Sverige)  | Pirmin Zurbriggen (Schweiz) | Hans Enn (Österrike)        |
| 17 mars 1984     | Åre (Sverige)                  | Hans Enn (Österrike)        | Hubert Strolz (Österrike)   | Ingemar Stenmark (Sverige)  |
| 23 mars 1984     | Oslo (Norge)                   | Hans Enn (Österrike)        | Alex Giorgi (Italien)       | Thomas Bürgler (Schweiz)    |

#### Slalom
| Datum            | Ort                            | Etta                           | Tvåa                         | Trea                                             |
| ---------------- | ------------------------------ | ------------------------------ | ---------------------------- | ------------------------------------------------ |
| 1 december 1983  | Kranjska Gora (Jugoslavien)    | Andreas Wenzel (Liechtenstein) | Petar Popangelov (Bulgarien) | Paul Frommelt (Liechtenstein)                    |
| 13 december 1983 | Courmayeur (Italien)           | Ingemar Stenmark (Sverige)     | Bojan Križaj (Jugoslavien)   | Steve Mahre (USA)                                |
| 20 december 1983 | Madonna di Campiglio (Italien) | Ingemar Stenmark (Sverige)     | Robert Zoller (Österrike)    | Petar Popangelov (Bulgarien)                     |
| 16 januari 1984  | Parpan (Schweiz)               | Marc Girardelli (Luxemburg)    | Paolo De Chiesa (Italien)    | Andreas Wenzel (Liechtenstein)                   |
| 17 januari 1984  | Parpan (Schweiz)               | Ingemar Stenmark (Sverige)     | Marc Girardelli (Luxemburg)  | Franz Gruber (Österrike)                         |
| 22 januari 1984  | Kitzbühel (Österrike)          | Marc Girardelli (Luxemburg)    | Franz Gruber (Österrike)     | Bojan Križaj (Jugoslavien)                       |
| 5 februari 1984  | Borovets (Bulgarien)           | Marc Girardelli (Luxemburg)    | Ingemar Stenmark (Sverige)   | Franz Gruber (Österrike)                         |
| 6 mars 1984      | Vail (USA)                     | Robert Zoller (Österrike)      | Petar Popangelov (Bulgarien) | Lars-Göran Halvarsson (Sverige) Phil Mahre (USA) |
| 18 mars 1984     | Åre (Sverige)                  | Marc Girardelli (Luxemburg)    | Franz Gruber (Österrike)     | Lars-Göran Halvarsson (Sverige)                  |
| 24 mars 1984     | Oslo (Norge)                   | Marc Girardelli (Luxemburg)    | Ingemar Stenmark (Sverige)   | Paolo De Chiesa (Italien)                        |

#### Alpin kombination
| Datum               | Ort                                   | Etta                           | Tvåa                           | Trea                       |
| ------------------- | ------------------------------------- | ------------------------------ | ------------------------------ | -------------------------- |
| 9-/10 december 1983 | Val d’Isère (Frankrike)               | Franz Heinzer (Schweiz)        | Pirmin Zurbriggen (Schweiz)    | Leonhard Stock (Österrike) |
| 19-20 december 1983 | Madonna di Campiglio (Italien)        | Andreas Wenzel (Liechtenstein) | Thomas Bürgler (Schweiz)       | Alex Giorgi (Italien)      |
| 15, 17 januari 1984 | Wengen / Parpan (Schweiz)             | Andreas Wenzel (Liechtenstein) | Anton Steiner (Österrike)      | Peter Lüscher (Schweiz)    |
| 21-22 januari 1984  | Kitzbühel (Österrike)                 | Anton Steiner (Österrike)      | Pirmin Zurbriggen (Schweiz)    | Phil Mahre (USA)           |
| 28-29 januari 1984  | Garmisch-Partenkirchen (Västtyskland) | Pirmin Zurbriggen (Schweiz)    | Andreas Wenzel (Liechtenstein) | Peter Müller (Schweiz)     |

### Damer

#### Störtlopp
| Datum            | Ort                           | Etta                         | Tvåa                             | Trea                              |
| ---------------- | ----------------------------- | ---------------------------- | -------------------------------- | --------------------------------- |
| 2 december 1983  | Val d’Isère (Frankrike)       | Irene Epple (Västtyskland)   | Ariane Ehrat (Schweiz)           | Caroline Attia (Frankrike)        |
| 3 december 1983  | Val d’Isère (Frankrike)       | Maria Walliser (Schweiz)     | Irene Epple (Västtyskland)       | Lea Sölkner (Österrike)           |
| 21 december 1983 | Haus im Ennstal (Österrike)   | Hanni Wenzel (Liechtenstein) | Irene Epple (Västtyskland)       | Maria Walliser (Schweiz)          |
| 7 januari 1984   | Puy-Saint-Vincent (Frankrike) | Gerry Sorensen (Kanada)      | Veronika Vitzthum (Österrike)    | Maria Walliser (Schweiz)          |
| 13 januari 1984  | Bad Gastein (Österrike)       | Hanni Wenzel (Liechtenstein) | Irene Epple (Västtyskland)       | Maria Walliser (Schweiz)          |
| 21 januari 1984  | Verbier (Schweiz)             | Maria Walliser (Schweiz)     | Holly Flanders (USA)             | Olga Charvátová (Tjeckoslovakien) |
| 28 januari 1984  | Megève (Frankrike)            | Michela Figini (Schweiz)     | Elisabeth Kirchler (Österrike)   | Sylvia Eder (Österrike)           |
| 3 mars 1984      | Mont Sainte-Anne (Kanada)     | Holly Flanders (USA)         | Marie-Luce Waldmeier (Frankrike) | Sylvia Eder (Österrike)           |

#### Super-G
| Datum          | Ort                           | Etta                        | Tvåa                           | Trea                   |
| -------------- | ----------------------------- | --------------------------- | ------------------------------ | ---------------------- |
| 8 januari 1984 | Puy-Saint-Vincent (Frankrike) | Laurie Graham (Kanada)      | Michela Figini (Schweiz)       | Debbie Armstrong (USA) |
| 4 mars 1984    | Mont Sainte-Anne (Kanada)     | Marina Kiehl (Västtyskland) | Elisabeth Kirchler (Österrike) | Christin Cooper (USA)  |

#### Storslalom
| Datum            | Ort                                 | Etta                         | Tvåa                        | Trea                             |
| ---------------- | ----------------------------------- | ---------------------------- | --------------------------- | -------------------------------- |
| 4 december 1983  | Val d’Isère (Frankrike)             | Erika Hess (Schweiz)         | Perrine Pelen (Frankrike)   | Hanni Wenzel (Liechtenstein)     |
| 22 december 1983 | Haus im Ennstal (Österrike)         | Hanni Wenzel (Liechtenstein) | Maria Epple (Västtyskland)  | Christin Cooper (USA)            |
| 29 januari 1984  | Saint-Gervais-les-Bains (Frankrike) | Erika Hess (Schweiz)         | Christin Cooper (USA)       | Carole Merle (Frankrike)         |
| 7 mars 1984      | Lake Placid (USA)                   | Christin Cooper (USA)        | Marina Kiehl (Västtyskland) | Maria Epple (Västtyskland)       |
| 10 mars 1984     | Waterville Valley (USA)             | Tamara McKinney (USA)        | Erika Hess (Schweiz)        | Christin Cooper (USA)            |
| 17 mars 1984     | Jasná (Tjeckoslovakien)             | Erika Hess (Schweiz)         | Michela Figini (Schweiz)    | Christin Cooper (USA)            |
| 23 mars 1984     | Zwiesel (Västtyskland)              | Tamara McKinney (USA)        | Erika Hess (Schweiz)        | Blanca Fernández Ochoa (Spanien) |

#### Slalom
| Datum            | Ort                         | Etta                         | Tvåa                         | Trea                        |
| ---------------- | --------------------------- | ---------------------------- | ---------------------------- | --------------------------- |
| 11 december 1983 | Kranjska Gora (Jugoslavien) | Erika Hess (Schweiz)         | Tamara McKinney (USA)        | Małgorzata Tlałka (Polen)   |
| 14 december 1983 | Sestriere (Italien)         | Maria Rosa Quario (Italien)  | Roswitha Steiner (Österrike) | Monika Hess (Schweiz)       |
| 17 december 1983 | Piancavallo (Italien)       | Roswitha Steiner (Österrike) | Małgorzata Tlałka (Polen)    | Maria Rosa Quario (Italien) |
| 14 januari 1984  | Bad Gastein (Österrike)     | Perrine Pelen (Frankrike)    | Roswitha Steiner (Österrike) | Dorota Tlałka (Polen)       |
| 15 januari 1984  | Maribor (Jugoslavien)       | Erika Hess (Schweiz)         | Tamara McKinney (USA)        | Christin Cooper (USA)       |
| 22 januari 1984  | Verbier (Schweiz)           | Anni Kronbichler (Österrike) | Maria Epple (Västtyskland)   | Erika Hess (Schweiz)        |
| 23 januari 1984  | Limone Piemonte (Italien)   | Daniela Zini (Italien)       | Maria Rosa Quario (Italien)  | Christin Cooper (USA)       |
| 11 mars 1984     | Waterville Valley (USA)     | Tamara McKinney (USA)        | Brigitte Gadient (Schweiz)   | Perrine Pelen (Frankrike)   |
| 18 mars 1984     | Jasná (Tjeckoslovakien)     | Roswitha Steiner (Österrike) | Perrine Pelen (Frankrike)    | Paoletta Magoni (Italien)   |
| 20 mars 1984     | Zwiesel (Västtyskland)      | Hanni Wenzel (Liechtenstein) | Tamara McKinney (USA)        | Perrine Pelen (Frankrike)   |
| 24 mars 1984     | Oslo (Norge)                | Tamara McKinney (USA)        | Dorota Tlałka (Polen)        | Perrine Pelen (Frankrike)   |

#### Alpin kombination
| Datum               | Ort                                           | Etta                         | Tvåa                              | Trea                         |
| ------------------- | --------------------------------------------- | ---------------------------- | --------------------------------- | ---------------------------- |
| 2., 4 december 1983 | Val d’Isère (Frankrike)                       | Irene Epple (Västtyskland)   | Erika Hess (Schweiz)              | Hanni Wenzel (Liechtenstein) |
| 3, 14 december 1983 | Val d’Isère / Sestriere (Frankrike/Italien)   | Erika Hess (Schweiz)         | Lea Sölkner (Österrike)           | Christin Cooper (USA)        |
| 7-8 januari 1984    | Puy-Saint-Vincent (Frankrike)                 | Gerry Sorensen (Kanada)      | Irene Epple (Västtyskland)        | Marina Kiehl (Västtyskland)  |
| 13-14 januari 1984  | Bad Gastein (Österrike)                       | Hanni Wenzel (Liechtenstein) | Olga Charvátová (Tjeckoslovakien) | Tamara McKinney (USA)        |
| 21-22 januari 1984  | Verbier (Schweiz)                             | Erika Hess (Schweiz)         | Olga Charvátová (Tjeckoslovakien) | Brigitte Oertli (Schweiz)    |
| 28-29 januari 1984  | Megève / Saint-Gervais- les-Bains (Frankrike) | Michela Figini (Schweiz)     | Elisabeth Kirchler (Österrike)    | Liisa Savijarvi (Kanada)     |

## Slutplacering damer
| Placering | Namn            | Land            | Total Poäng | Störtlopp | Storslalom Super G | Slalom | Kombination |
| --------- | --------------- | --------------- | ----------- | --------- | ------------------ | ------ | ----------- |
| 1         | Erika Hess      | Schweiz         | 247         | 5         | 95                 | 77     | 70          |
| 2         | Hanni Wenzel    | Liechtenstein   | 238         | 70        | 60                 | 57     | 51          |
| 3         | Tamara McKinney | USA             | 195         | 0         | 74                 | 90     | 31          |
| 4         | Irene Epple     | Västtyskland    | 178         | 85        | 33                 | 3      | 57          |
| 5         | Michela Figini  | Schweiz         | 166         | 60        | 57                 | 0      | 49          |
| 6         | Christin Cooper | USA             | 161         | 10        | 75                 | 50     | 26          |
| 7         | Olga Charvátová | Tjeckoslovakien | 153         | 34        | 32                 | 35     | 52          |
| 8         | Maria Walliser  | Schweiz         | 131         | 80        | 22                 | 0      | 29          |
| 9         | Marina Kiehl    | Västtyskland    | 126         | 29        | 67                 | 0      | 30          |
| 10        | Perrine Pelen   | Frankrike       | 122         | 0         | 47                 | 75     | 0           |

## Slutplacering herrar
| Placering | Namn              | Land          | Total Poäng | Störtlopp | Storslalom Super G | Slalom | Kombination |
| --------- | ----------------- | ------------- | ----------- | --------- | ------------------ | ------ | ----------- |
| 1         | Pirmin Zurbriggen | Schweiz       | 256         | 59        | 115                | 17     | 65          |
| 2         | Ingemar Stenmark  | Sverige       | 230         | 0         | 115                | 115    | 0           |
| 3         | Marc Girardelli   | Luxemburg     | 222         | 0         | 92                 | 125    | 5           |
| 4         | Andreas Wenzel    | Liechtenstein | 191         | 3         | 58                 | 60     | 70          |
| 5         | Anton Steiner     | Österrike     | 148         | 67        | 4                  | 23     | 54          |
| 6         | Franz Heinzer     | Schweiz       | 129         | 66        | 26                 | 0      | 37          |
| 7         | Urs Räber         | Schweiz       | 118         | 94        | 0                  | 0      | 24          |
| 8         | Franz Gruber      | Österrike     | 113         | 0         | 19                 | 82     | 12          |
| 9         | Alex Giorgi       | Italien       | 107         | 0         | 49                 | 43     | 15          |
| 10        | Bojan Križaj      | Jugoslavien   | 105         | 0         | 34                 | 66     | 6           |